# Volatilitätsunterbrechung
Eine Volatilitätsunterbrechung (engl. volatility interruption oder auch Circuit Breakers) ist ein Kapitalmarktereignis, bei dem aufgrund einer auffällig großen Abweichung eines indikativen Aktienkurses durch geringe Liquidität oder stark kursbeeinflussenden Ereignisse der fortlaufende Handel zwischenzeitlich unterbrochen wird (Handelsunterbrechung).

## Hintergründe
Als Schutzmechanismus dient die Volatilitätsunterbrechung dazu, Käufer und Verkäufer vor ungewöhnlich hohen Auf- oder Abschlägen zu schützen, die z. B. auch aus fehlerhafter Eingabe von Preisgrenzen resultieren könnten. Die Volatilitätsunterbrechung wird dabei von der jeweiligen Börse ausgelöst, wenn ein indikativer Preis zu weit von bisherigen Handelspreisen abweicht. Ein indikativer Preis ist dabei der Preis, zu dem die Wertpapiere aufgrund der passenden Zusammenführung von Angebot und Nachfrage (Matching) gehandelt werden könnten. Je nach Stufe und Grad der Volatilitätsunterbrechung wird der Handel für eine kurzfristige Auktion wenige Minuten ausgesetzt oder solange, bis die Börse sich durch telefonische Nachfrage von der Richtigkeit der Gebote überzeugt hat.
Eine der Hauptaufgaben bei Volatilitätsunterbrechungen kommt den Designated Sponsors zu. Diese stellen unmittelbar nach Auftreten der Unterbrechung entsprechende Kauf- und Verkaufskurse, die die Liquidität in dem gehandelten Titel wieder angleichen.

### Fast Market
In besonderen Marktphasen, wenn zum Beispiel besonders turbulenter Handel erwartet wird, können viele Börsenbetreiber einen so genannten "Fast Market" für ein Produkt, eine Produktgruppe oder den gesamten Markt ausrufen. Durch diesen Status wird der Schutzmechanismus der Volatilitätsunterbrechung etwas entschärft, indem die Grenzen für die Unterbrechungen erweitert werden. Dadurch sind zu den letzten Kursen auch größere Preisabweichungen möglich, ohne dass eine Volatilitätsunterbrechung auftritt.
Nach den Terroranschlägen am 11. September 2001 in den USA wurde ein Fast Market ausgerufen. Auch im Rahmen der Finanzkrise ab 2007 wurden so zum Beispiel für das Handelssystem Xetra wiederholt die Fast-Market-Regeln angewendet.